# Король-олень (пьеса)
«Король-олень» (итал. Il Re cervo) — сказочная пьеса (фьяба) итальянского драматурга Карло Гоцци, впервые поставленная в Венеции в 1762 году. Имела огромный успех, в дальнейшем вошла в репертуар многих театров мира. 

## Сюжет
Действие пьесы происходит в вымышленном городе Серендипп. Маг Дурандарте делает местному королю Дерамо два волшебных подарка, а потом превращается в попугая и отправляется в лес. При этом он обещает появиться в нужный момент для наказания предательства, которое будет связано с одним из подарков.
Дерамо в поисках жены беседует с претендентками в тайном кабинете, где спрятан подарок Дурандарте — волшебная статуя, распознающая ложь. Испытание успешно проходит только влюблённая в короля Анджела, дочь его второго министра Панталоне. Дерамо объявляет её своей невестой и разбивает статую. Первый министр Тарталья, влюблённый в Анджелу, решает убить короля. Он узнаёт о втором подарке мага, заклятии, с помощью которого можно превратиться в человека или животное, над телом которого стоит говорящий. Во время охоты Тарталья уговаривает короля проверить заклятье, тот превращается в оленя и убегает, а Тарталья обращается в Дерамо и возвращается в город, удивляя подданных своими грубостью и жестокостью.
Анджела не признаёт самозванца. Сначала в её руки попадает маг Дурандарте в образе говорящего попугая, а потом к ней приходит Дерамо, превратившийся в убитого Тартальей старика. Происходит встреча короля с Тартальей, в решающий момент Дурандарте сбрасывает птичьи перья и с помощью волшебного жезла возвращает Дерамо его прежний вид, а Тарталью превращает в рогатое чудовище. После этого начинаются приготовления к свадьбе.

## Создание и оценки
«Король-олень» стал третьей по счёту фьябой («сказкой для театра») Карло Гоцци. Писатель обратился к этому жанру в ходе полемики с Карло Гольдони и Пьетро Кьяри. И в первых фьябах, поставленных на сцене в 1761 году («Любовь к трём апельсинам» и «Ворон»), и в «Короле-олене» он использовал элементы сказки, бытового реализма и буффонады, благодаря чему снискал огромный успех у публики. Сюжетный материал для третьей фьябы Гоцци почерпнул в «Истории принца Фадлалаха», опубликованной французским востоковедом Франсуа Пети де ла Круа в сборнике «Тысяча и один день» (1710—1712), в «Истории четырёх султанов Ситора» из сборника сказок «Кабинет фей», в сказках «Тысяча и одной ночи».
Первые критики приписывали успех пьесы постановке, а не тексту. «Король-олень» был впервые опубликован венецианским издателем Паоло Коломбани в составе собрания произведений Гоцци в восьми томах (1772—1774). В последующие века пьеса вошла в репертуар многих театров мира. По её мотивам снят одноимённый советский музыкальный фильм (1969).